# 362 km (Ukraina)
362 km (ukr. 362 км) – przystanek kolejowy w pobliżu miejscowości Zabłocie, w rejonie waraskim, w obwodzie rówieńskim, na Ukrainie. Położony jest na linii Sarny – Kowel.